# ヴァランティーヌ・ヴィスコンティ
ヴァランティーヌ・ヴィスコンティ（Valentine Visconti, 1366年? - 1408年12月4日）は、オルレアン公ルイ・ド・ヴァロワ（フランス王シャルル6世の弟）の妃。イタリア語名ヴァレンティーナ・ヴィスコンティ（Valentina Visconti）。

## 生涯
ミラノ公ジャン・ガレアッツォ・ヴィスコンティとその最初の妻イザベル・ド・フランスの娘として、ミラノで生まれた。イザベルはフランス王ジャン2世の娘であり、オルレアン公ルイはヴァランティーヌの母方の従弟であった。
シャルル6世の宮廷で陰謀を企てたとして、王妃イザボー・ド・バヴィエールに疎まれ、サン・ポルから逃げ、パリから離れなければならなかった。
ヴァランティーヌは詩人ウスタシュ・デシャンプのパトロンとなり、詩を捧げられた。自身の長男シャルルも詩人として高名になった。夫ルイがヴァランティーヌと自身の共通の従弟であるブルゴーニュ公ジャンに暗殺された1年後にブロワで死んだ。
シャルルの息子フランス王ルイ12世は、ヴァランティーヌの血筋を根拠にヴィスコンティ家の継承権を主張してイタリア戦争を引き起こした。

## 子女
- シャルル（1391年 - 1465年） - オルレアン公。フランス王ルイ12世の父。
- フィリップ（1396年 - 1420年） - ヴェルテュ公。
- ジャン（1400年 - 1467年） - アングレーム伯。フランソワ1世の祖父。
- マルグリット（1406年 - 1466年） - エタンプ伯リシャールの妻、ブルターニュ公フランソワ2世の母。

他、4男2女は夭折した。